# Campion vittatus
Campion vittatus is een insect uit de familie van de Mantispidae, die tot de orde netvleugeligen (Neuroptera) behoort. 
Campion vittatus is voor het eerst wetenschappelijk beschreven door Guérin-Méneville in Duperry in 1831.